# عمارت فتح‌آباد
عمارت فتح‌آباد؛ نام عمارتی تاریخی مربوط به اواخر دورهٔ قاجار است و در شهرستان مه‌ولات، شمال روستای فتح‌آباد واقع شده و این اثر در تاریخ ۲۴ اسفند ۱۳۸۴ با شمارهٔ ثبت ۱۵۲۵۶ به‌عنوان یکی از آثار ملی ایران به ثبت رسیده‌است.